# (8270) Winslow
(8270) Winslow est un astéroïde de la ceinture principale.

## Description
(8270) Winslow est un astéroïde de la ceinture principale. Il fut découvert le 2 mai 1989 à l'observatoire Palomar par Eleanor Francis Helin. Il présente une orbite caractérisée par un demi-grand axe de 2,18 UA, une excentricité de 0,17 et une inclinaison de 4,4° par rapport à l'écliptique.

## Compléments